# Theodor Malm
Theodor Malm   (Estocolm, 23 d'octubre de 1889 - Estocolm, 2 d'octubre de 1950) fou un futbolista suec de la dècada de 1910.
Fou 26 cops internacional amb la selecció sueca amb la qual participà en els Jocs Olímpics d'Estiu de 1908 i 1912.
Pel que fa a clubs, defensà els colors de AIK Solna.